# Яблониця (округ Сениця)
Яблониця (словац. Jablonica) — село, громада округу Сениця, Трнавський край. Кадастрова площа громади — 31.44 км².
Населення 2228 осіб (станом на 31 грудня 2020 року).

## Історія
Яблониця згадується 1262 року.

## Населення
| Рік:            | 1994. | 2004.   | 2014.   | 2024.   |
| --------------- | ----- | ------- | ------- | ------- |
| Кількість осіб: | 2264  | 2279    | 2254    | 2222    |
| Різниця:        |       | +0,66 % | -1,09 % | -1,41 % |

| Рік:            | 2023. | 2024.   |
| --------------- | ----- | ------- |
| Кількість осіб: | 2223  | 2222    |
| Різниця:        |       | -0,04 % |

## Відомі жителі
1913 року тут народився видатний міколог Діоніз Блашкович.